# Tramlijn 498 (NMVB)/Limburg
Tramlijn 498 (NMVB)/Limburg was de buurtspoorweglijn Sint-Truiden - Herk-de-Stad. Ze werd geopend op 15 mei 1913 en gesloten in 1948 voor het reizigersverkeer en in 1950 voor het goederenverkeer.

## Inoverwegingneming, vergunning, aanleg en verpachting
De NMVB vroeg de inoverwegingneming van de lijn aan op 26 juni 1900 en verkreeg ze op 27 september 1902. De vergunning werd aangevraagd op 15 december 1904. Het duurde vijf jaar alvorens de gemeenten en de provincies hun aandeel in het kapitaal (nr. 168) hadden onderschreven en de tussenkomst van de Staat kon worden gevraagd: de gemeenten onderschreven voor 200.000 fr, de provincie Limburg voor 300.000 fr, de provincie Brabant voor 50.000 fr en de Staat voor 550.000 fr, totaal 1.100.000 fr. Op 21 augustus 1909 werd de vergunning verleend en kon begonnen worden met de aanleg van de lijn, die vertraging opliep onder meer wegens moeilijkheden bij de noodzakelijke onteigeningen. Op 22 februari 1911 werd de exploitatie van de lijn aanbesteed en verleend aan de Limburgse Stoomtramweg Maatschappij. De lijn werd op 15 mei 1913 geopend.

## Verloop van de lijn, stations en stopplaatsen
De lijn begon op het stationsplein van Sint-Truiden waar ze aftakte van de lijn Sint-Truiden – Luik. Ze liep over de Prins-Albertlaan naar de Diesterpoort (het huidige De Menten de Horneplein) en vervolgens over een eigen bedding (thans de Viaductstraat) onder een brug onder de spoorlijn Sint-Truiden – Hasselt door naar de Gorsemweg. Ze liep naast de Gorsemweg tot aan de Brede Akker en vanaf daar verder over een eigen bedding via Gorsem-Dorp, Terbeek en Binderveld naar Nieuwerkerken. In Nieuwerkerken boog ze noordwaarts af en volgde de Diestersteenweg tot voorbij de kruising met Klein Tegelrij en Rummenweg. Vandaar liep ze in noordwestelijke richting over eigen bedding naar het dorpscentrum van Rummen en van daar noordwaarts langs de Persoonstraat en verder noordoostelijk over eigen bedding (thans wandelpad ‘Oude tramweg’) naar de wijk Oude Molen, vanwaar opnieuw de Diestersteenweg gevolgd werd tot aan het tramstation en de stelplaats van Herk-de-Stad, op de plaats waar nu het Amandinacollege staat en waar de lijn verbonden was met de lijn Hasselt – Herk-de-Stad – Halen (baanvak Hasselt - Herk-de-Stad geopend in 1900, Herk-de-Stad – Halen in 1905).
De lijn was 17 km lang, met de volgende stations en stopplaatsen [Telegrafische afkortingen tussen vierkante haakjes]:
- Sint-Truiden (Staatsstatie): met uitwijkspoor aan het begin van de Prins-Albertlaan [FST]
- Sint-Truiden (Diesterpoort)
- Sint-Truiden (Nieuw Sint-Truiden)
- Gorsem-Dorp
- Gorsem (Statie): uitwijkspoor
- Gorsem (Runkelen)
- Sint-Truiden-Terbeek
- Binderveld
- Nieuwerkerken (Statie): uitwijksporen
- Gorsem-Schelfheide [toentertijd een enclave van Gorsem binnen de gemeente Nieuwerkerken]
- Rummen (Steenweg): uitwijkspoor
- Rummen-Dorp: uitwijkspoor
- Rummen (Molen)
- Rummen Bergeneinde: uitwijkspoor
- Herk-de-Stad (Kraaienveld)
- Herk-de-Stad (Weg naar Rummen)
- Herk-de-Stad (Statie): stationsgebouw en stelplaats [LKV]

## Eerste Wereldoorlog en de periode daarna
In maart 1917 werd de lijn opgebroken door de Duitse bezetter. Na de oorlog werd ze heraangelegd in april 1921 en vanaf dan rechtstreeks geëxploiteerd door de NMVB. In de tijd tussen de twee wereldoorlogen werd de concurrentie van het wegvervoer steeds groter. Op 29 augustus 1931 werd een nieuwe wet gestemd die de NMVB toeliet op haar lijnen reizigersvervoer per autobus te organiseren. In 1937 vroeg de NMVB daarvoor de toestemming onder meer voor de lijnen Hasselt – Herk-de-Stad – Halen en Sint-Truiden – Herk-de-Stad, en dit werd toegestaan bij Koninklijk Besluit van 19 mei 1937.  Wegens de slechte toestand van de weg werd op de lijn Sint-Truiden – Herk-de-Stad evenwel het reizigersvervoer per spoor gehandhaafd; het werd uitgevoerd met spoorauto’s of autorails.

## Afbouw na de Tweede Wereldoorlog
Na de Tweede Wereldoorlog werden tijdens een zogeheten ‘proefperiode’ bijgevoegde autobusdiensten ingelegd terwijl het reizigersverkeer gedeeltelijk ook nog per spoor gebeurde. Op 25 januari 1948 werd het reizigersverkeer op de lijn Sint-Truiden – Herk-de-Stad definitief stopgezet. De lijn bleef daarna nog een paar jaren in dienst voor het goederenvervoer. De Jaarverslagen van de NMVB vermelden voor 1949 nog 1.660 afgelegde km met stoom- of dieseltractie; voor 1950 nog 953 km. Vermoedelijk werd het verkeer op de lijn Sint-Truiden – Herk-de-Stad dus definitief gestaakt in de loop van 1950. De lijn werd opgebroken in de jaren 1950-1951.

## Dienstregeling
Zowel voor als na de Eerste Wereldoorlog waren er een vijftal heen- en terugritten per dag, plus een extra heen- en terugrit op zaterdag, marktdag te Sint-Truiden. Zie hieronder bij wijze van voorbeeld de dienstregelingen uit de spoorboekjes van mei-juni 1914 (stoomtractie) en van mei-oktober 1937 (autorails).

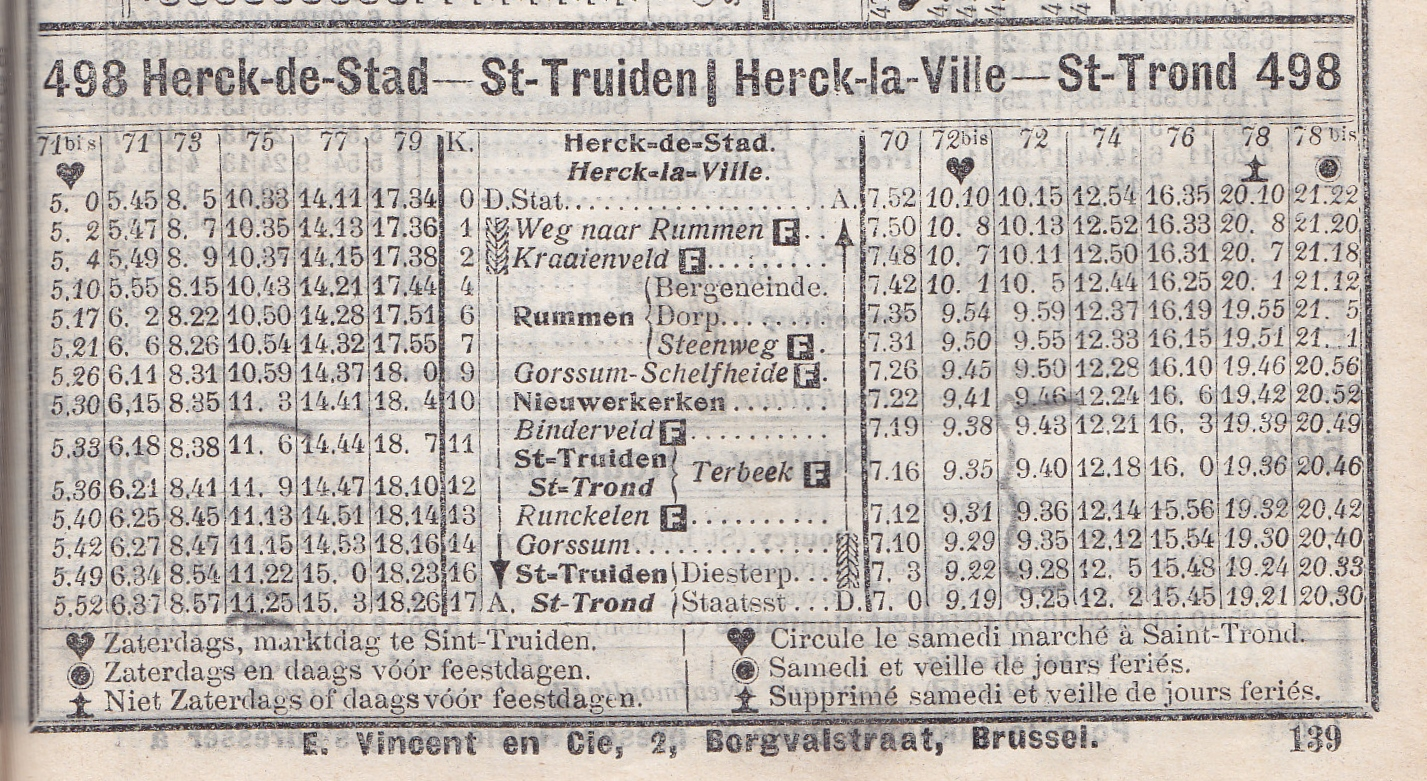
Dienstregelingtabel 498 mei-juni 1914
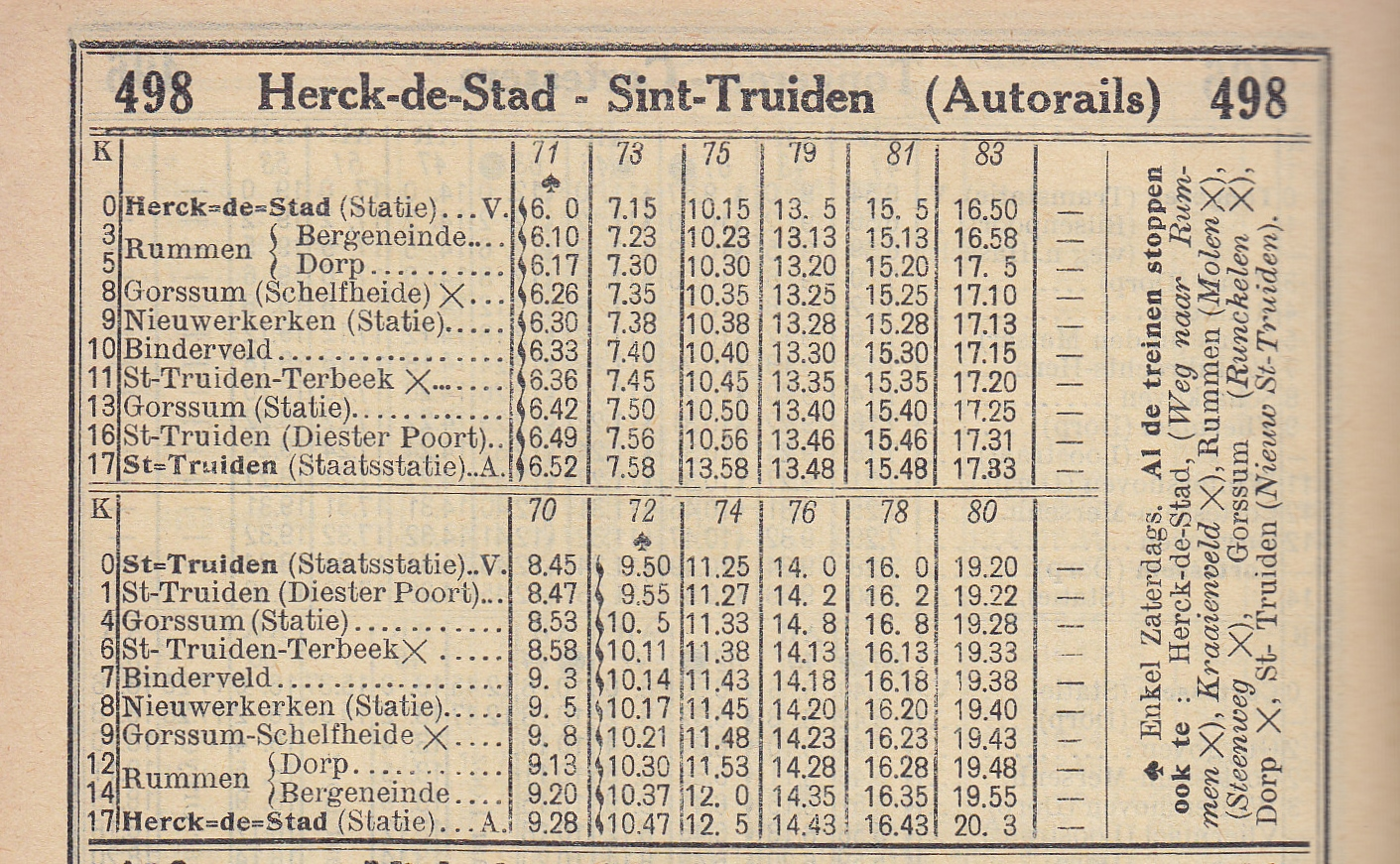
Dienstregelingtabel 498 22 mei - 2 oktober 1937

## Overblijfselen in het landschap
- De brug over de Melsterbeek in Terbeek
- Brugje over de Philippebeek naast de Persoonstraat in Rummen
- De gevel van het NMVB-station van Herk-de-Stad verwerkt in de voorgevel van het Amandinacollege van Herk-de-Stad

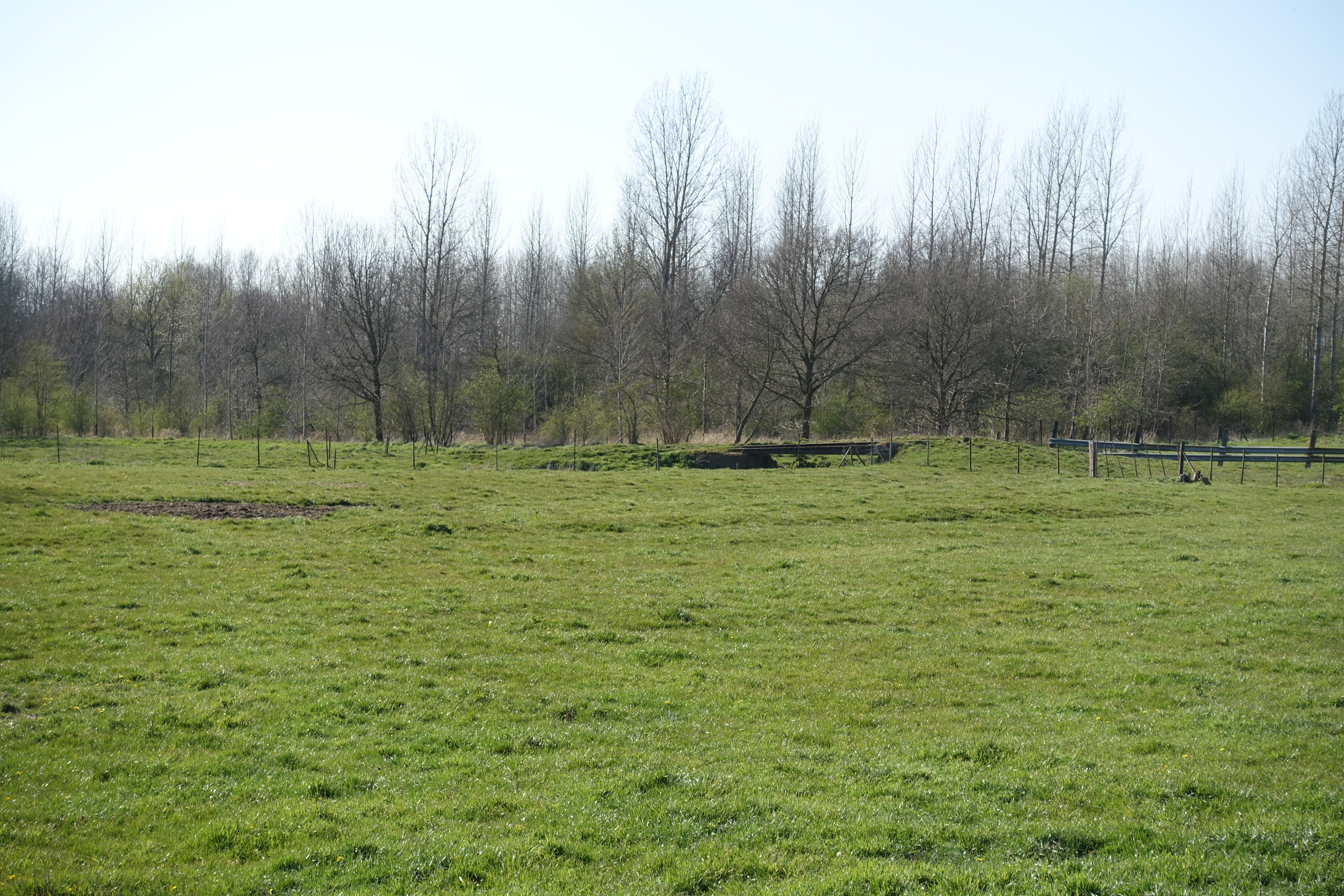
Brug over Melsterbeek in Terbeek Sint-Truiden
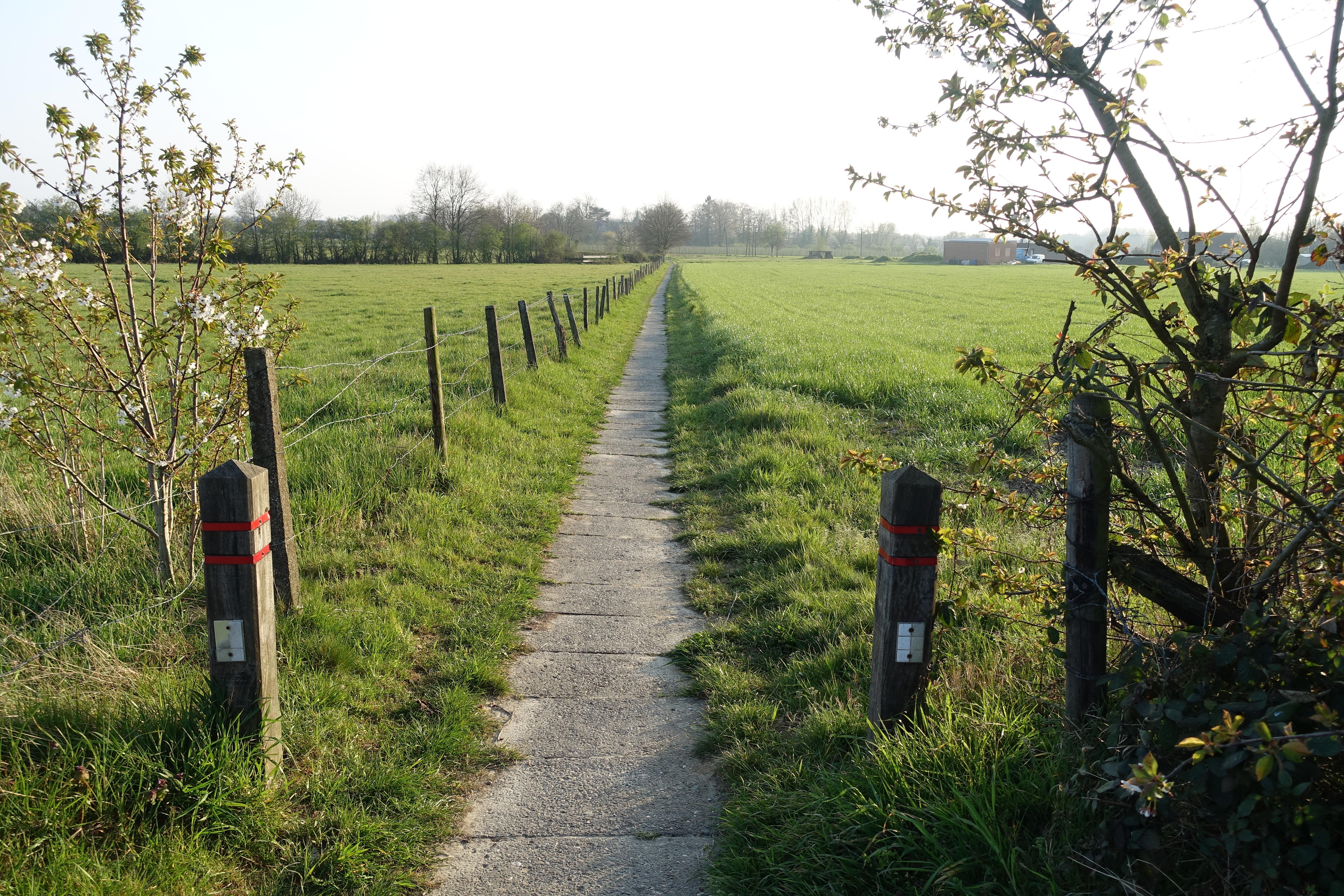
Voetweg op oude tramroute in Rummen
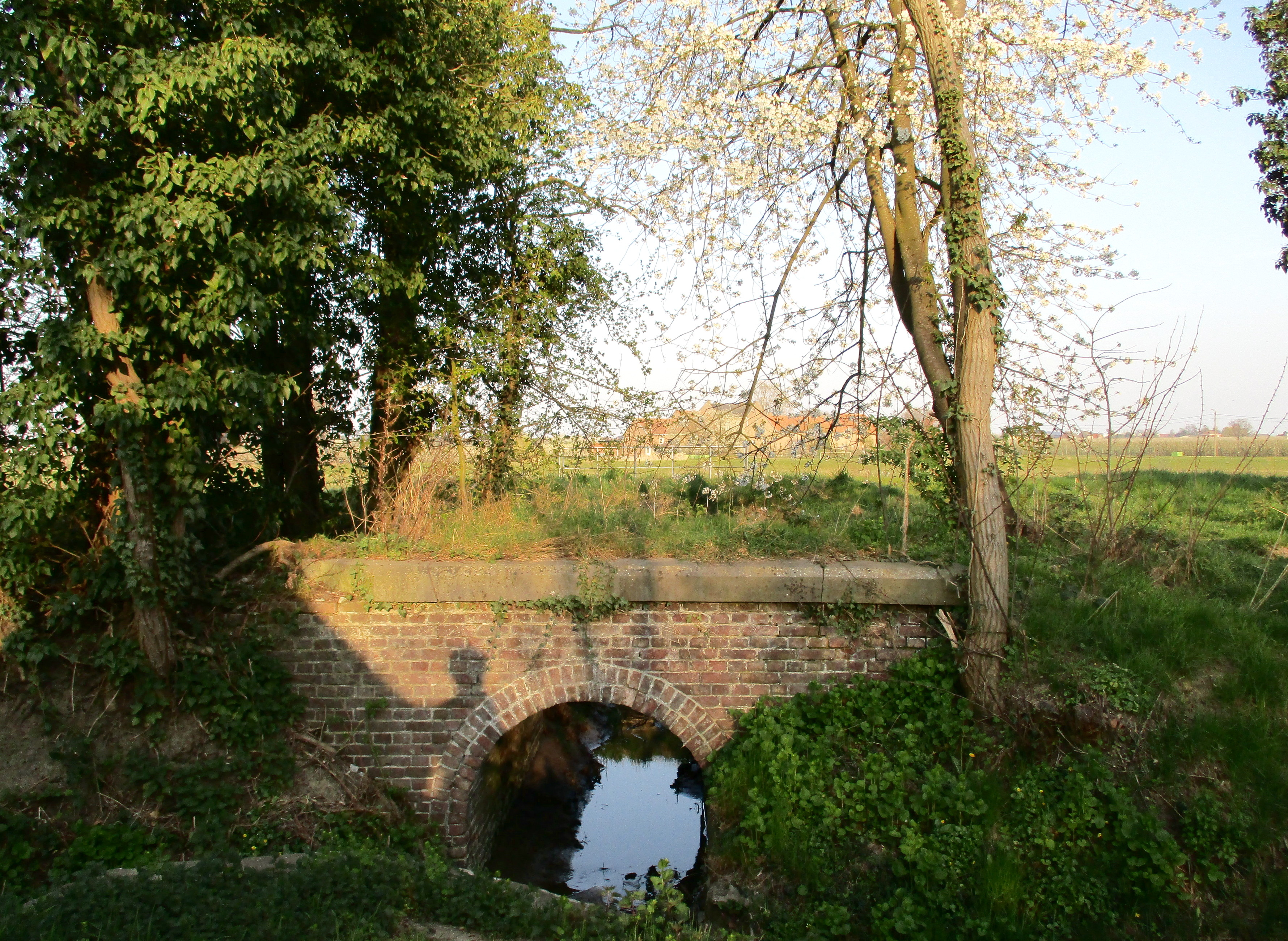
Brugje over Philippebeek in Rummen